# Благовіщенська Українська Окружна Рада
Благовіщенська Українська Окружна Рада — територіальний орган національного самоврядування українського населення Амурщини в 1918–1922 роках. В 1917 році входила разом з Свободненською Українською Окружною Радою до Амурської Української Обласної Ради.

## Діяльність Ради
30 листопада 1921 року урядом Далекосхідної Республіки Благовіщенській Українській Окружній Раді було надано статус
культурно-національної автономії, відповідно її голова — М. Левицький був призначений завідувачем відділу з національних справ Амурської області. 
В 1922 році Благовіщенська Українська Окружна Рада була ліквідована радянським режимом, а її члени заарештовані.

## Структура Ради
Благовіщенська Українська Окружна Рада об'єднувала:
- Громаду у місті Благовіщенську;
- Громаду на станції Завитій;
- Громаду у селі Верхня Полтавка;
- Громаду у селі Костянтиноградівка;
- Громаду у селі Черкасівка;
- Громаду на хуторі Волковському;
- Громаду на хуторі Грибському;
- Громаду на хуторі Миколаївському.

## Склад Ради
- М. Левицький (голова Ради);
- В. Кушнаренко (заступник голови);
- П. Романенко (скарбник);
- Петрушенко (член Ради);
- Дяченко (член Ради);
- Іващенко (член Ради, 1920—1921).